# Patricia Ann Priest

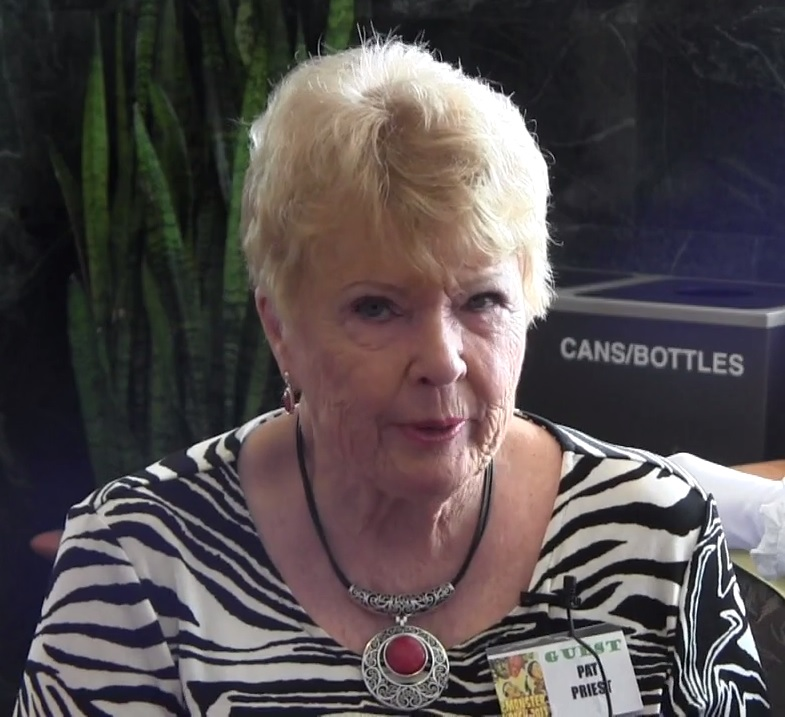
Pat Priest (2013)

Patricia Ann Priest oder Pat Priest (* 15. August 1936 in Bountiful, Utah) ist eine US-amerikanische Filmschauspielerin.

## Leben
Pat Priest wurde vor allem durch ihre Rolle als Marilyn Munster in The Munsters bekannt. 1964 löste sie Beverley Owen nach 13 Folgen ab und blieb bis zu der Einstellung der Serie 1966 dabei. Sie ist die Tochter der 30. Schatzmeisterin Ivy Baker Priest der Vereinigten Staaten (Treasurer of the United States), die dieses Amt vom 28. Januar 1953 bis zum 29. Januar 1961 bekleidete. Unter dem Namen Pat Priest spielte sie in einigen Episoden in weiteren Fernsehserien wie Verliebt in eine Hexe oder Perry Mason. 1954 bekam sie eine kleinere Rolle neben James Dean im Film Jenseits von Eden und 1966 stand sie mit Elvis Presley im Film Seemann, ahoi! vor der Kamera. Ganz entgegen ihrem Image verkörperte sie in diesem Film das Bad Girl.

## Filmografie (Auswahl)
- 1955: Jenseits von Eden (East of Eden)
- 1964: Looking for Love
- 1964: Valentine’s Day (Fernsehserie, 1 Folge)#
- 1964–1966: The Munsters (Fernsehserie, 57 Folgen)
- 1967: Seemann, ahoi! (Easy Come, Easy Go)
- 1967: Mannix (Fernsehserie, 1 Folge)
- 1969: Der Chef (Ironside, Fernsehserie, 1 Folge)
- 1971: Kobra, übernehmen Sie (Mission: Impossible , Fernsehserie, 1 Folge)
- 1971: Der Mann mit den zwei Köpfen (The Incredible 2-Headed Transplant)
- 1973: Some Call It Loving
- 1995: Eine unheimliche Familie zum Schreien (Here Come the Munsters, Fernsehfilm, Cameo-Auftritt)
- 2022: The Munsters (Cameo-Auftritt)